# Mariella Bocciardo
Mariella Bocciardo (Genova, 21 agosto 1949) è una politica italiana, deputata di Forza Italia e del Popolo della Liberta dal 2006 al 2013.

## Biografia
È nota per essere stata la prima moglie di Paolo Berlusconi e, di conseguenza, ex cognata di Silvio Berlusconi, imprenditore e politico, quattro volte Presidente del Consiglio. 
Dopo il divorzio da Paolo Berlusconi, con cui ha avuto due figlie: Alessia (1971) e Luna Roberta (1975), ha aperto un negozio di estetista, successivamente una società di gestione di centri di benessere ed infine un ristorante a Milano, che ha ceduto ad una società (poi liquidata) di cui facevano parte l'ex-marito Berlusconi, Adriano Galliani e Paolo Romani.
Alle elezioni politiche del 2006 viene candidata alla Camera dei deputati nella lista di Forza Italia nella Circoscrizione Lombardia 1, dove è posizionata in tredicesima posizione e dove viene eletta, dopo che Silvio Berlusconi, Giulio Tremonti e Sandro Bondi, che la precedono in lista, optano per altri collegi.
Alle elezioni politiche del 2008 è confermata alla Camera con la lista de Il Popolo della Libertà nelle circoscrizione Lombardia 1; conclude il proprio mandato parlamentare nell'inverno 2013.
Dopo aver aderito - al termine dello stesso anno - alla ricostituita Forza Italia, diventa vicepresidente degli Enti Locali del partito in Lombardia.
Da giugno 2014 al giugno 2015 ricopre la carica di Assessore ai servizi civici, servizi cimiteriali, rapporti con il personale e Protezione Civile del comune di Pioltello .